# The Sporting Duchess (film fra 1920)
The Sporting Duchess er en amerikansk stumfilm fra 1920 af George Terwilliger.

## Medvirkende
- Alice Joyce som Muriel
- Percy Marmont som Douglas
- Gustav von Seyffertitz som Major Roland Mostyn
- Edith Campbell som Mrs. Delmaine
- Lionel Pape som Cyprian Streatfield
- John Goldsworthy som Rupert Leigh
- Dan Comfort som Harold
- May McAvoy som Mary Alymer
- Robert Agnew som Dick Hammond
- William H. Turner som Joseph Aylmer
- Edward Keenan som Jockey
- C. T. Elmer